# デッドプール&ウルヴァリン
『デッドプール&ウルヴァリン』（原題：Deadpool & Wolverine）は、2024年のアメリカ合衆国のスーパーヒーロー映画。『デッドプール』シリーズの第3弾で、主演は前2作に引き続きライアン・レイノルズが務め、監督はレイノルズとは『フリー・ガイ』（2021年）、『アダム&アダム』（2022年）に続いて3度目となるショーン・レヴィが務める。
前作までは、20世紀フォックス映画（現・20世紀スタジオ）の元で製作されてきたが、2019年に行われたウォルト・ディズニー・カンパニーによる21世紀フォックスの買収に伴い、今作からはディズニー主導の下で製作される。併せて、今作からはマーベル・シネマティック・ユニバース（MCU）に組み込まれる。また、ヒュー・ジャックマンがウルヴァリン役に復帰することでも話題となった。R15+指定。

## あらすじ
前作の最後にケーブルのタイムトラベル装置を使って過去に戻ったウェイド・ウィルソン / デッドプールはガールフレンドのヴァネッサの命を救った後、神聖時間軸・アース616(マーベル・シネマティック・ユニバースのメインタイムライン)へと移動する。アベンジャーズへの加入を望むも失敗して挫折、ヴァネッサとの関係も悪化し、破局してしまう。ウェイドはヒーローを引退し、中古車セールスマンとしてブラインド・アルとともに平凡な生活を送っていた。ウェイドの誕生日パーティーが催されたその日、時間変異取締局（通称TVA）のエージェントが自宅に現れウェイドを連行する。TVAエージェントのミスター・パラドックスによれば、将来的な危機から神聖時間軸を守るためにウェイドを招聘したのだという。その最中、ウェイドたちが暮らす時間軸がもっとも主要な存在「アンカー」であったローガン / ウルヴァリンが死亡したため、ゆるやかな滅亡へ向かっていると知る。分岐時間軸の剪定をやめたTVAに痺れを切らしているパラドックスは、ウェイドがTVAの仲間になった後に彼の時間軸の滅亡を加速させ、すぐにでも消し去る計画を語るが、ウェイドは拒絶しパラドックスのタイム・パッドを奪うと、数々のマルチバースを訪れて代わりとなるローガンを探し始める。最終的にバーで酔いつぶれているローガンをTVAに連れ帰るが、パラドックスによればこのローガンは自身の世界を失望させるほど酷い行いをしたため、アンカーとしての適性はないという。ウェイドはパラドックスの魂胆を見抜くが、ローガン共々剪定され、虚無の世界（ヴォイド）に送られてしまう。
虚無の世界では、TVAによって元の時間軸から剪定された者たちが生き残りをかけて生活していた。砂漠のような地帯に朽ちた20世紀FOXの会社ロゴが埋まっている場所で、互いに相いれないウェイドとローガンが戦っていると一人の男が現れる。ウェイドは彼をキャプテン・アメリカだと認識するが、それは顔がよく似たファンタスティック・フォーのメンバー、ジョニー・ストーム/ヒューマン・トーチであった。ウェイド、ローガン、ジョニーは虚無で人攫いを行うミュータントたちの襲撃で捕獲され、カサンドラ・ノヴァの要塞に連行される。強力なテレキネシスとマインドコントロールの能力を持つミュータント、カサンドラ・ノヴァは、虚無の世界で生命エネルギーを喰らっている存在アライオスと一種の共存関係にあり、能力も含め最強の存在として君臨し、虚無に落ちた変異体たちを支配していた。カサンドラは彼女への暴言を吐いていたというウェイドからの告げ口を受け、ジョニーの皮膚と筋肉を分解して殺害しその力を見せつけるが、ローガンとウェイドは共闘してカサンドラに反撃、アライオス襲撃をかわして要塞から脱出する。
草原地帯にたどり着いた二人は、デッドプールの変異体であるナイスプールとその飼い犬のメリー・パピンズ/ドッグプールに出会う。ナイスプールは二人に中古車（ホンダ・オデッセイ）を貸し、二人はカサンドラと敵対し元の世界に戻るため奮闘する者たちのいる境界地帯へ向かう。運転の最中、ウェイドとローガンは再衝突をおこし車内で凄惨な戦闘を繰り広げるが、不死身の再生能力を持つ二人は気を失うまで戦い続ける。2人は気絶している間に何者かに攫われ、行きついた先はカサンドラに対抗するレジスタンスのアジトであった。そこにいたのはエリック・ブルックス/ブレイド、エレクトラ・ナチオス、レミー・ルボー/ガンビット、そしてウェイドたちをさらったローラ/X-23であった。訳も分からぬまま剪定された彼らに対し、ウェイドは共闘を提案。カサンドラの元から脱出したウェイド、ローガンがいれば彼女を倒せるかもしれないと利害が一致するが、ローガンはそれに応じない。ローガンは自身の不手際によって仲間のX-MENやミュータントたちを殺害され、完全に心を閉ざしてしまっていた。ローラとの会話によってローガンは過去と向き合い戦う決意をし、ひっそりと車に同乗。6人のヒーロー達はカサンドラの要塞に向かい、攻撃を仕掛ける。
カサンドラ軍と壮絶な戦闘の末、ウェイドとローガンはローラから受け取ったジャガーノートのヘルメットをカサンドラに被せることで無力化に成功する。一時的に能力を失ったカサンドラに対し、反逆の機会を伺っていたパイロが銃撃、生命の危機に陥る。ローガンはチャールズの遺志を継ぎカサンドラに情けをかけ、その生命を救う。この行動に対する恩義として、カサンドラは以前要塞へ来た変異体から奪ったスリング・リングで時間と現実を超越するポータルを開き、ウェイドとローガンをアース10005に送り返す。
一方アース10005では、パラドックスがタイムラインそのものを破壊することができる装置「タイム・リッパー」の起動を進めていた。カサンドラもタイム・リッパーの存在を知り、自らパラドックスに接触、装置を掌握して虚無の世界以外の時間軸すべてを破壊しようと試みる。ウェイドとローガンを足止めするため、カサンドラは虚無の世界に落とされた100人を超えるデッドプールたちを招集し、二人と戦わせる。戦闘の最中でローガン側についたナイスプールを失いながらも、ピーターの尽力で不死のデッドプール達を封殺。ウェイドとローガンはタイム・リッパーの起動を止めるため、自らを犠牲にして装置を破壊するも、奇跡的に助かる。カサンドラは装置の爆発の巻き添えになって消滅し、パラドックスはTVAエージェントB-15の命により逮捕され連行される。そして、2人の命懸けの行動によりウェイドの世界の時間軸が回復し、滅亡の危機は回避され救われた。ウェイドはB-15に、虚無の世界に落ちたヒーローたちをそれぞれの時間軸に戻すよう説得。更にローガンとの約束で彼の時間軸に起きた悲劇を修正ように要求するが、この悲劇があるからこそ今のローガンがいるためその必要はないと告げられ、二人ともそれに納得する。解決後、ウェイドとローガンはシャワルマを食し、ドッグプールとも合流する。
その後、ウェイドは行き場所のないローガン、ローラ、ドッグプールを自身の時間軸に住まわせ、ブラインド・アルのアパートに連れて行く。自身の世界を救ったウェイドはヒーローとして再び活動する決意をし、ヴァネッサとの関係も修復していき、大切な人々と共に食卓を囲む。
ポスト・クレジット・シーン。スーツを着てTVAにいるウェイドは、カサンドラに殺されたジョニーが本当に彼女に対し厚顔無恥な言動をしていたと証明するために、本編には無い要塞に移送する際の記録映像を観客に見せる。

## キャスト

### アース10005の登場人物
ウェイド・ウィルソン / デッドプール
演 - ライアン・レイノルズ、日本語吹替 - 加瀬康之
本作の主人公。
元特殊部隊員で傭兵であり、ニューヨークでトラブルシューターをしながら日銭を稼ぎ生活し、人体実験により後天的に不死身に近い治癒能力を得たミュータント。
前作から6年経過するまでにタイムマシンを利用して神聖時間軸（アース616）へと移動してアベンジャーズ入りを熱望したものの失敗して挫折し、それ以降はデッドプール稼業を引退していた。本作では神聖時間軸が存亡の危機にあることからTVAに連行・勧誘され再びスーツとマスクを装着するが、引き換えに自身の時間軸を失う危険性を知る。
自身の時間軸で代わりとなるアンカーを見つける最中で出会ったウルヴァリンと手を組む。
過去の作品と同様、第四の壁を無視して観客に語りかける。
ヴァネッサ・カーライル
演 - モリーナ・バッカリン、日本語吹替 - 林真里花
元娼婦でウェイドの元婚約者。前作では麻薬カルテルとの戦いの巻き添えで一度死亡するが後にケーブルのタイムマシンでタイムトラベルしてきたウェイドによって救われた。
前作から6年の間にウェイドが挫折を味わったことから関係が悪化し、現在は友人ではあるものの心の距離は離れてしまっている。
エリー・フィミスター / ネガソニック・ティーンエイジ・ウォーヘッド
演 - ブリアナ・ヒルデブランド、日本語吹替 - 嶋村侑
ミュータントのヒーローチーム「X-MEN」のメンバーであり、コロッサスとバディを組んでいた女性ミュータント。
原子力のエネルギーを放出する能力を持ち、エネルギーを盾として展開することも可能。レズビアンで、恋人のユキオとはバディとしても共に行動している。
ウェイドとは悪口雑言を言い合う仲ではあるものの、ユキオやコロッサス共々「大事な友人」と認識されている。
ピョートル・ラスプーチン / コロッサス
声 - ステファン・カピチッチ、日本語吹替 - 木村雅史
頑強な鋼鉄の身体と驚異的な怪力を持つミュータントであり、「X-MEN」のメンバー。ミュータントの学校である「恵まれし子らの学園」では教師を務めている。正義感が強く真面目な性格をしているが、ウェイドからは「優等生キャラ」「学級委員長タイプ」と揶揄されている。
アルテア / ブラインド・アル
演 - レスリー・アガムズ、日本語吹替 - 一柳みる
ウェイドのルームメイトの盲目の老婆。コカインを常用しており、彼女の家には銃の他にもウェイドのコカインも一緒に保管してある。
ドーピンダー
演 - カラン・ソーニ、日本語吹替 - 影平隆一
インド系のタクシー運転手の男性でありウェイドの協力者。
スーパーパワーは持たないがドライバーとしてウェイドのサポートを行っており、ウェイドがデッドプールとしての仕事を放棄してからも大切な友人の一人として交流している。
ユキオ
演 - 忽那汐里、日本語吹替 - 忽那汐里
帯電能力を持つ日系人の女性ミュータントであり、「X-MEN」のメンバー。ネガソニックとは恋人同士であり、バディとしても共に行動している。
ピーター・ウィズダム
演 - ロブ・ディレイニー、日本語吹替 - 三上哲
前作でX-フォースのメンバーに参加した一般人の男性。X-フォース出動の際に死亡したが、ウェイドがタイムマシンを使い生き返らせた。
本作ではウェイドとすっかり親しい仲になっており、デッドプールを引退した彼と共に自動車のセールスマンとして働いている。
デッドプール引退後もヒーロー活動を再開することを望んでおり、時折復帰を打診しているほか、ピーターのロッカーの中にはデッドプールのスーツが常に入っている。
ラスティ / シャッタースター
演 - ルイス・タン、日本語吹替 - 中村悠一
前作でX-フォースメンバーとして参加した能力不明のミュータント。X-フォース出動時に死亡したはずだが、ピーターの様にウェイドが生き返らせたのか、友人としてウェイドの誕生日パーティーに参加している（本編での復活の描写は無い）。

### 別の世界からの登場人物

#### 別アースのウルヴァリンたち
ジェームズ・“ローガン”・ハウレット / ウルヴァリン
演 - ヒュー・ジャックマン、日本語吹替 - 山路和弘
驚異的な治癒能力、格納可能な爪、最強の金属「アダマンチウム」が注入された骨格を備えたミュータントにして「X-MEN」のメンバー。
『LOGAN/ローガン』とは別の時間軸のウルヴァリンで、原作やアニメでおなじみの黄色を基調としたコスチュームを着用する変異体。
過去にジャックマンが演じた映画「X-MEN」シリーズのウルヴァリン像と比べ、非常にネガティブかつ厭世家。自身がいた時間軸では、人間の襲撃でミュータントの子供たちやX-MENの仲間を喪い、自責の念で非常に不安定な精神状態となっている。本作では、これまで実写映画では見られなかった黄色いスーツを着用している理由も明らかとなる。
アンカーとなるウルヴァリンを探していたウェイドと出会う。TVAが過去を修正してくれるという情報だけを頼りに、懐疑的ながらもウェイドと手を組む。
ウェイドの減らず口に対して大いに毛嫌いしており、救いを求める彼に対しても冷たい態度を取り完全に心を閉ざしていた。ヒーローとして死んだウルヴァリンを知るローラと出会って心情を吐露してからは態度が軟化し、生命の危機に瀕したカサンドラに対してプロフェッサーXならどうするか考えるなど、少しずつヒーローとしての自分を取り戻していく。最後にはウェイドの意思を認め、世界を救うべく尽力する。
ジャックマンはマルチバースに登場する様々なウルヴァリンの変異体も演じており、ジャックマンの身長とは異なるコミックに近い低身長の変異体、グラムロック風の髪型をしたエイジ・オブ・アポカリプス版変異体、X状の十字架に磔になったアンキャニィX-MEN 251号版変異体、オールドマン・ローガンをモデルとしたウェスタンハットを被った年老いた変異体、カジノにいる白スーツを着て左目に黒のパッチをしたウルヴァリン・パッチ版変異体、原作コミック初期の茶色のコスチュームを着てハルクと対決する変異体が登場する。
カヴィルリン
演 - ヘンリー・カヴィル（カメオ出演）、日本語吹替 - 星野貴紀
ウェイドがアンカーとなるウルヴァリンを探している途中で出会った変異体のうちの一人。
2000年代のアンキャニィX-MEN風の装いであり、演じたカヴィルはDCユニバースにおいてはスーパーマンを演じており、そちらの再編に合わせて再演が消滅したこととジャックマンの引退を受け「カヴィルがマーベルに移りウルヴァリンを演じるのではないか」といった噂を拾った形での出演となった。

#### 虚無に送られたデッドプール軍団
ワンダ・ウィルソン / レディ・デッドプール
演 - クリスティアン・ベットリッジ、声 - ブレイク・ライヴリー、日本語吹替 - 朴璐美
デッドプールの変異体のうちの一人。女性で、マスクから飛び出たポニーテールが特徴。約100人のデッドプールの変異体を引き連れ、ウェイド達の前に現れる。
声を当てたライヴリーはウェイド役ライアン・レイノルズの妻であるが、日本語吹替えを担当した朴はウルヴァリン担当の山路の妻である。
ヘッドプール
声 - ネイサン・フィリオン、日本語吹替 - 花江夏樹
デッドプールの変異体で、名前通りゾンビのような生首だけの姿をしている。
カウボーイ・デッドプール
声 - マシュー・マコノヒー、日本語吹替 - 杉田智和
西部劇のガンマンの姿をしたデッドプールの変異体。
キッドプール
声 - イネス・レイノルズ
子供の姿をしたデッドプールの変異体。演じるイネスは、ライアン・レイノルズとブレイク・ライヴリー夫妻の次女。
ウェルシュプール
演 - ポール・マリン
演じるマリンは、レイノルズが共同オーナーを務めるウェールズのサッカークラブ・レクサムAFCのスター選手。
ハロルドプール
演 - ハリー・ホランド
演じたハリーは、MCUにてスパイダーマンを演じるのトム・ホランドの実弟。
カナダプール
演 - アレックス・キシュコビッチ
カナダの国旗がデザインされたスーツを着ているデッドプールの変異体。演じたキシュコビッチは、デッドプールのスタントダブルを務めている。
ダンスプール
演 - ニック・ポウリー
ベビープール
演 - オーリン・レイノルズ
赤子の姿をしたデッドプールの変異体。演じるオーリンは、ライアン・レイノルズとブレイク・ライヴリーの次男。
ゼンプール
演 - ケヴィン・フォーティン
ローニンプール
演 - ハン・ダンテ・ドン
他にもゴールデンエイジ・デッドプール、デッドプール2099、リッチプール、キングプール、ショートプール、フレンチプール、フールプールや、パイレーツ風、スコットランド風、白帽子、探偵風、羽つき、赤フードのデッドプール（いずれも名称不明）、2017年の映画『グレイテスト・ショーマン』のP・T・バーナムの衣装を着たデッドプールが登場している。

#### アース616の登場人物
ハロルド・“ハッピー”・ホーガン
演 - ジョン・ファヴロー、日本語吹替 - 大西健晴
神聖時間軸におけるトニー・スタークの運転手。
サノスとの戦いが始まる少し前のタイミングでアベンジャーズ入りを熱望するウェイドの面接を行うが、彼に身の丈に合った職業に就くよう薦める。

#### アース不明の登場人物
ブルース・バナー / ハルク（カメオ出演）
スーパーソルジャー計画の再現実験の失敗により、ガンマ線を大量に浴びた影響で感情の高ぶりによって緑色の大男“ハルク”に変身してしまう体質となった天才生化学者。MCUにこれまで登場した神聖時間軸のハルクではなく変異体である。ハルクの原作コミック内における、ウルヴァリンとハルクの対決場面に突如として乱入してくる形となったデッドプールを殴りつける。
バーテンダー
演 - グレッグ・ヘンプヒル
バーの客
演 - オリー・パーマー

### 虚無空間（ヴォイド）の登場人物

#### カサンドラ・ノヴァ軍
カサンドラ・ノヴァ
演 - エマ・コリン、日本語吹替 - 佐倉綾音
テレキネシスとテレパシーの能力を持つミュータントであり、チャールズ・エグゼビアの双子の妹。並外れた能力を有しており、相手に触れることなく自在に操るテレキネシスと致命傷をも回復する再生力、相手の脳内に手を入れることで発動するテレパシー能力を持つ。
歩くより前にTVAの剪定によって虚無空間に追いやられた後、桁外れの能力で君臨し、ジャイアントマンの遺体を利用して拠点を構えている。剪定された者たちを配下に置くか、拒絶する者は襲いかかるアライオスへの餌付けとして捕食させている。
ジョン・アラダイス / パイロ
演 - アーロン・スタンフォード、日本語吹替 - 浪川大輔
『X-MEN:ファイナル ディシジョン』に登場した火を操ることができるミュータントで、成長し中年の姿になっている。カサンドラの配下の一人。
生成こそできないものの、既に存在している火であればそれが他のミュータントが発生させたものであれ自在に操ることができる。
カサンドラの優秀な配下のひとりではあるが、裏では彼女の能力によって虐待されており、まるで奴隷のごとく働かされている。
ヴィクター・クリード / セイバートゥース
演 - タイラー・メイン、日本語吹替 - 天田益男
『X-MEN』に登場した、エリック・レーンシャー / マグニートーが率いた「ブラザーフッド」のメンバーの一人。伸縮可能な爪と超人的な力を持つミュータント。
カサンドラの配下の一人で、デッドプールはウルヴァリンの実兄であることを認識しているものの、セイバートゥース自身はかつて戦った相手程度としか理解していない模様。ヒーリング・ファクターを持っているが、勝負でウルヴァリンにあっけなく首を切断される。
モーティマー・トゥインビー / トード
演 - ダニエル・メディナ・ラモス
舌を自在に操るミュータント。セイバートゥース敗北後、パイロの指示でウェイドとローガンを捕縛する。原作コミックと同様黒色のゴーグルを着用している。
俳優が変更されたキャラクターの一人で、レイ・パークおよびエヴァン・ジョニカイトが演じたバージョンとの差異は不明。
アザゼル
演 - エドゥアルド・ガゴ・ムニョス
瞬間移動を可能とするテレポーターのミュータントで、真紅の肌に悪魔めいた外観をもつ。カサンドラの配下の一人。
ジェイソン・フレミングから配役が変更されおり、そちらのバージョンと同一人物かは不明。
ユリコ・オーヤマ / レディ・デスストライク
演 - ジェイド・ライ
アダマンチウムの骨格と伸縮可能な爪をもった女性ミュータント。カサンドラの配下の一人。
ケリー・フーからの配役変更であり、過去作のレディ・デスストライクとの関連性は不明。
ケイン・マルコ / ジャガーノート
演 - アーロン・W・リード
前作および20世紀FOX版X-MENシリーズのジャガーノートの変異体で、カサンドラの配下の一人。
サイトラックの魔石の力によって絶対に傷つかない身体と圧倒的な力を持つ人間。被っているヘルメットはカサンドラが発するような精神攻撃を防ぐことが出来る。
演者はヴィニー・ジョーンズからアーロン・W・リードに変更されており、関連性は不明となっている。
フレッド・デュークス / ブロブ
演 - マイク・ウォルターズ
アイバン / ロシアン
演 - ビリー・クレメンツ
カリスト
演 - クロエ・キブル
配役はダニア・ラミレスから変更されている。
ベッツィ・ブラドック / サイロック
演 - アイシャ・フセイン
レスター / ブルズアイ
演 - カーティス・ローランド・スモール
フィリッパ・ソンタグ / アークライト
演 - ジェシカ・ウォーカー

#### レジスタンス
虚無空間においては、カサンドラ・ノヴァと敵対関係にある者達。
ローラ / X-23
演 - ダフネ・キーン、日本語吹替 - 鈴木梨央
『LOGAN/ローガン』に登場した、治癒能力とアダマンチウムが施された鋭い爪を持つミュータントの少女。
ローガンと離別した後に剪定され、成長した姿で登場する。
ヒーローとして最期を迎えたローガン/ウルヴァリンを知っていることから、自信を失い落ち込んでいた本作のローガンと会話し、再起する手助けとなる。
ローガンに買ってもらったサングラスを大切に持っており、戦闘時に着用する。
エリック・ブルックス / ブレイド
演 - ウェズリー・スナイプス、日本語吹替 - 小山剛志
映画『ブレイド』シリーズに登場した、ダンピールのヴァンパイアハンター。ヴァンパイアの根絶に人生を捧げている。ダンピールであるブレイドは、ヴァンパイアのような超人的な身体能力に加え、ヴァンパイアの弱点である銀・ニンニク・太陽光などへの耐性も兼ね備えている。戦闘スタイルは刃物と銃器の併用。
自身がいた世界が滅びることを知っているTVAの手によって虚無へと剪定され、戦いの場から引きずり降ろされた。カサンドラと長く敵対しており、マグニートーも剪定されて来たが既に殺されヘルメットが破壊されたことを語った（その際デッドプールは出演料をケチりやがったと愚痴をこぼしていた）。
演じたスナイプスは19年231日ぶりにブレイド役を演じたことにより、ヒュー・ジャックマンが持つ2000年の『X-MEN』から2024年の今作までの24年間を更新し、25年340日の最も長期でマーベルのキャラクターを演じた俳優としてギネス世界記録に認定された。
唯一の20世紀FOX制作作品以外(ニュー・ライン・シネマ)のマーベル映画のキャラクターである。
吹替は、ソフト版の菅原正志やテレビ放送の大塚明夫から小山剛志に変更されている。
エレクトラ・ナチオス
演 - ジェニファー・ガーナー、日本語吹替 - 生天目仁美
『デアデビル』および『エレクトラ』に登場した、一対の釵（さい）を武器に戦う女戦士。虚無空間においては、カサンドラと敵対関係にある一人。
エレクトラとともに虚無空間に追いやられたデアデビルは、作中の時点ですでにカサンドラに殺害されている（エレクトラ自身は全く気にしてない様子）。
滅びゆく世界を救おうとしたことが抵抗とみなされた結果剪定されており、同じく抵抗したがために選定された者たちと共に、元いた世界に戻るべくカサンドラと敵対している。
吹替は岡寛恵から生天目仁美に変更されている。
レミー・ルボー / ガンビット
演 - チャニング・テイタム、日本語吹替 - 森久保祥太郎
トランプカードなどの物体にエネルギーを込め、自由自在に放出する能力を持つミュータント。出自が不明でありどこの世界（作品）から来たのかもわからず、「ここ（虚無）で生まれたのかもしれない」と自身で語っている。
訛りがひどく、何を喋ってるのか聞き取りにくいとデッドプールに言われる。
本来はチャニング・テイタムが主演を務める予定であったX-MENのスピンオフ映画『ガンビット』の主人公レミー・ルボー / ガンビットがモデルとなっており、同作が紆余曲折を経て企画そのものが消滅したため、本作のガンビットの出自そのものが不明となっている。
ジョニー・ストーム / ヒューマン・トーチ
演 - クリス・エヴァンス、日本語吹替 - 神奈延年
『ファンタスティック・フォー 超能力ユニット』で登場した、同名のヒーローチームに所属するスーパーヒーロー。「発火（フレイム・オン）」の掛け声とともに全身に炎を纏う。炎を纏った状態から「火球による遠距離攻撃」や「火の推進力による飛行」などが可能。
演者のクリス・エヴァンスはMCUでキャプテン・アメリカを演じている。そのため、「発火（フレイム・オン）」の掛け声とともにヒューマン・トーチであることが顕になるまで、デッドプールはヒューマン・トーチをキャプテン・アメリカだと誤解していた。
このほか、名前のみの登場としてエリック・レーンシャー / マグニートー、ピーター・マキシモフ / クイックシルバー、フランク・キャッスル / パニッシャー、マット・マードック / デアデビルが存在していたことが言及されている。これらはいずれも20世紀FOXの映画作品に登場したキャラクターたちである。

#### 虚無空間（ヴォイド）に存在する別アースのデッドプール
メリー・パピンズ / ドッグプール
演 - ペギー
パグとチャイニーズ・クレステッドのミックス犬。本名はメリー・パピンズで、ドッグプールの愛称を持つ。デッドプール軍団に所属しているものの、ウェイド・ウィルソンの変異体かどうかは明らかにされていない。
ナイスプールに飼われているがよく逃げ出し、ウェイドに懐いた結果、彼の寵愛を受けることになる。アース10005へのポータルが開いた後は先陣を切ってウェイドのもとに走って軍団を離脱した。
デッドプール軍団との決戦を生き延びた後はアース10005にとどまり、ウェイドとローガンによって保護された。ブラインド・アルに紹介された後はヴァネッサたちとの夕食にも同席している。
ウェイド・ウィルソン / ナイスプール
演 - ライアン・レイノルズ（ゴードン・レイノルズ名義）、日本語吹替 - 子安武人
ハンサムな面立ちをした、デッドプールの変異体。マスクを着けず顔の傷も無く、長髪をなびかせてる。言葉遣いがきれいで、愛想がよくかなりのお人好し。メリー・パピンズの飼い主だがよく逃げられている。カサンドラの敵対組織のアジトへ行くウェイドに愛車のホンダ・オデッセイを貸した。金メッキのデザートイーグル2丁を持つが治癒能力は無く戦闘をすることも無い実質普通の人間である。
虚無のデッドプール軍団とつるんではいるものの明確な仲間意識はなく、ドッグプールに次いでデッドプール軍団から離反した。決戦ではウェイドから盾にされた挙句、再生能力が無いことが知られるとそのまま銃弾の雨に晒されて謀殺された。死後、大切にしていた銃2丁はウェイドに奪われ、数発撃った後に放棄されている。
第4の壁を紳士的にタップする能力も備えており、ライアン・レイノルズ自身が演じた映画『あなたは私の婿になる』（原題：The Proposal）について触れている。なお、同シーンの日本語吹替版では担当声優の子安がアニメ『ディスク・ウォーズ:アベンジャーズ』でもデッドプールを演じていることから「アニメも見てね」と言及している。

### TVAの関連人物
ミスター・パラドックス
演 - マシュー・マクファディン、日本語吹替 - 置鮎龍太郎
TVAのエージェント。滅びゆくアース10005の監視が任務であったが、神聖時間軸であるアース616の危機に対し、ウェイドをリクルートするついでに野心からタイムラインの破壊とそれに伴う自身の昇格、ひいてはTVAの支配を目指す。
かつてTVAが行っていた分岐時間軸の剪定を復活させるべく、時間軸そのものを破壊するタイム・リッパーの完成と実証のために暗躍する。
ハンターB-15
演 - ウンミ・モサク、日本語吹替 - 斉藤貴美子
TVAの実働部隊“ミニットメン”を率いる女性隊員。かつてはハンターとして分岐時間軸の剪定や変異体の逮捕のために働いていたが、ドラマ『ロキ』においてゴッド・ロキの意思に基づきTVAは分岐の剪定を止め見守る方針に転換。現在はオフィスワークを主に活動している。
TVA兵士
演 - ロブ・マケルヘニー（カメオ出演）
レイノルズの友人でレクサムAFC共同代表でもあるマケルヘニーのカメオ出演。予告で当該シーンを確認できるが、実際に公開された本編では削除されている。
ソー
演 - クリス・ヘムズワース（アーカイブ映像）
『マイティ・ソー/ダーク・ワールド』からの映像を流用する形での出演。

なお、20世紀FOX時代のキャラクターの再出演キャストの日本語吹き替えキャストは一部を除き当時の劇場公開版/ソフト版にて演じているキャストが基本的に続投している。

## 製作・公開
2022年9月28日、『デッドプール』シリーズの主演とプロデューサーを兼任するライアン・レイノルズは、その第3作目にヒュー・ジャックマン演じるウルヴァリンが登場することを明らかにした。
2023年5月に撮影が開始されたが、同時期に全米脚本家組合と映画スタジオ・テレビ局各社（全米映画テレビ製作者協会）との交渉が決裂し、同組合がストライキを開始した。このため、脚本家とスタジオの間で締結している契約により、主演のレイノルズは本シリーズの特徴でもあるアドリブを発することができない状態に陥っていることが報じられた。
2023年6月13日、ウォルト・ディズニー・カンパニーは前述のストライキに伴うディズニー映画の劇場公開スケジュールの見直しを行い、当初予定されていた2024年11月8日から半年前倒しし、同年5月3日に変更となった。
2023年7月14日、俳優組合のSAG-AFTRAと映画製作者協会のAMPTPとの交渉が決裂し、SAG-AFTRAが同日からストライキを開始したことを発表した。これに伴い、本作品の撮影が一時中断していることが報じられた。
2023年11月8日、SAG-AFTRAとAMPTPは暫定合意したことを受けて、ストライキは終結した。しかし、本作品の製作が遅れていることから公開日を2024年7月26日に変更することになった。なお、それ以外のマーベル・スタジオ製作映画についても公開日を2025年以降に変更したため、本作品は2024年に唯一公開される予定のMCU作品となった。
2024年2月11日、第58回スーパーボウルの開催に合わせて、正式タイトル並びに予告編が公開された。同日から翌12日まの24時間で3億6500万回視聴され、これは「24時間で最も多く視聴された予告編」としてギネス世界記録に認定された。
2024年6月、ラージフォーマットとして、IMAX・Dolby Cinema・4DX・ScreenX・REAL D 3Dで上映されることが発表された。
2024年8月15日、『ジョーカー』（10億7900万ドル）の記録を抜き、R指定作品史上最も高い世界興収（10億8600万ドル）を記録した。また、R指定作品で世界興収10億ドルを突破した作品は、『デッドプール＆ウルヴァリン』と『ジョーカー』のみである。

### 日本
『デッドプール＆ウルヴァリン』の邦題でアメリカ合衆国と同じ2024年7月26日に劇場公開されることが同年2月12日に発表された。その後、同年6月18日に公開日を2日前倒しして、同年7月24日に劇場公開されることが発表された。
2024年6月21日、ラージフォーマットとして、IMAX・Dolby Cinema・4DX・ScreenXで上映されることが発表された。
ホームメディアに関しては、ハピネット・メディアマーケティングによる発売及び販売により、2024年10月1日からデジタル配信、同年11月26日からレンタル配信、同年12月11日からディスクによる販売をそれぞれ開始する予定。
定額制動画配信サービスのDisney+での見放題配信については2024年11月12日17時（日本時間）より開始された。

## サウンドトラック
多様なヒット曲が映画の挿入歌として使用されていることも特徴であり、マドンナの「ライク・ア・プレイヤー」、ファーギーの「グラマラス」、アヴリル・ラヴィーンの「アイム・ウィズ・ユー」、ジョン・トラボルタとオリビア・ニュートン＝ジョンの「愛のデュエット」などが使用されている。一部を除いた映画使用曲はオリジナル・サウンドトラックのアルバムとしても発売された。